# Melanophryniscus nigricans
El sapo negruzco de Darwin o sapito de las sierras (Melanophryniscus nigricans) es una especie de anfibio anuro del género Melanophryniscus, ubicado en la familia de los bufónidos. Habita de manera exclusiva en los pastizales serranos del Sistema Serrano de Tandilia, en la provincia de Buenos Aires, Argentina.    

## Taxonomía
Este taxón fue reconocido formalmente como una entidad independiente, con nivel de especie plena, en el año 2021 por los zoólogos Tomás Martínez Aguirre, Judit Elisabet Dopazo, Agustina Cortelezzi, María Luz Arellano, Clara Trofino Falasco, María Verónica Simoy e Igor Berkunsky.
Localidad tipo
La localidad tipo referida es: “Reserva natural Sierra del Tigre, en las coordenadas: 37°22′39.79″S 59°07′43.16″O / -37.3777194, -59.1286556, partido de Tandil, provincia de Buenos Aires, Argentina”.
Holotipo
El ejemplar holotipo designado es el catalogado como: MLP 5134. Se encuentra depositado en la colección de Herpetología del museo de La Plata (MLP) Facultad de Ciencias Naturales y Museo (Universidad Nacional de La Plata), ubicado en la ciudad homónima, capital de la provincia argentina de Buenos Aires.
Etimología
Etimológicamente, el término genérico Melanophryniscus se construye con palabras en el idioma griego, en donde: Melano significa ‘negro’ y Phryniscus viene del término Φρύνιχος (Phrúnikhos), utilizado para identificar un género de sapos, nombre que ha pasado a la sinonimia de Rhinella. El epíteto específico nigricans es un adjetivo en latín que significa ‘negruzco’, en referencia al color muy oscuro dominante en esta especie.
Relaciones filogenéticas
Esta especie pertenece al “grupo de especies Melanophryniscus stelzneri”.

### Historia taxonómica
Las poblaciones bonaerenses de Melanophryniscus en general fueron asignadas a varios taxones; mayormente se las relacionó a Melanophryniscus stelzneri, cuyas poblaciones más próximas son las que habitan en las sierras de Córdoba y San Luis, representadas por la subespecie típica: M. s. stelzneri, endémica de los faldeos de altitudes menores a los 1600 m s. n. m. en las sierras de Córdoba y San Luis. En los mismos sistemas orográficos de las sierras Pampeanas puntano-cordobesas, pero en pastizales de altura y hábitat rupícolas próximos a charcas en mesetas y sierras siempre por sobre los 1700 m s. n. m., habita otra especie del mismo género: Melanophryniscus estebani.
En 1843 Thomas Bell señala para la zona donde se ubica la actual ciudad de Bahía Blanca (área correspondiente al taxón afín Melanophryniscus diabolicus) a Phryniscus nigricans Wiegmann, un nombre de asignación incierta, ya que sobre la base de su descripción y dibujos se comprueba que unificó bajo un mismo epíteto 2 taxones distintos.
José María Gallardo en 1961 y en 1974 las asignó a Melanophryniscus stelzneri atroluteus (hoy Melanophryniscus atroluteus).
José María Cei en 1980 y en 1987 el propio Gallardo la situaron en Melanophryniscus stelzneri montevidensis (hoy Melanophryniscus montevidensis), un taxón considerado ahora como exclusivo del sudeste del Uruguay y sudeste de Río Grande del Sur, Brasil.
En el año 2000, Esteban O. Lavilla y otros la indican como Melanophryniscus stelzneri stelzneri.
En 2004, el equipo asesor de la Unión Internacional para la Conservación de la Naturaleza (IUCN) la trató como una subespecie aún no descrita de Melanophryniscus stelzneri.
A comienzos de la tercera década del siglo XXI este taxón permanecía aún no descrito para la ciencia, aunque se lo consideraba taxonómicamente diferente, si bien no se había definido todavía qué nivel le correspondería, si el de subespecie de Melanophryniscus stelzneri, de Melanophryniscus montevidensis, o por el contrario, merecería la consideración de especie propia. Finalmente, en el año 2021, el taxón serrano de Tandilia fue reconocido como una especie plena, al igual que el taxón afín Melanophryniscus diabolicus, su equivalente en el sistema serrano de Ventania.

## Distribución y hábitat
Este anfibio solo habita en pastizales rocosos del sistema serrano de Tandilia, en el sudeste de la provincia de Buenos Aires, en la región centro-oriental de la Argentina.

## Características
Este taxón exhibe tímpano oculto y una curiosa coloración. Dorsalmente es mayormente negro, con muy pocas manchas amarillo-vivo en los lados del cuerpo y bordes exteriores del brazo y antebrazo. Ventralmente, sobre un fondo negruzco se disponen manchas de un rojo muy vivo (incluso en las palmas de las patas).

## Costumbres
Sobre la base de estudios realizados en individuos silvestres se encontró que las termitas y las hormigas son el elemento principal de su alimentación. Se reproduce en manantiales serranos temporarios en las laderas o en la base de los cerros, en pozos formados entre las piedras. 

## Conservación
Este anfibio es considerado una especie amenazada. Desde la década de 1970, sus poblaciones han disminuido marcadamente en más de un 70 %, con al menos 2 poblaciones conocidas que ya se han extinguido y una tercera que probablemente haya corrido la misma suerte. Las poblaciones supervivientes se enfrentan a una combinación de amenazas, entre las que se encuentran: la pérdida de hábitat por silvicultura, invasión de especies exóticas, actividad de canteras, sobrepastoreo y pisoteo del ganado y la desecación de los humedales reproductivos causada por el cambio climático. El hongo quitridio (Batrachochytrium dendrobatidis) es una amenaza que afecta a numerosas especies de anfibios de todo el mundo, Melanophryniscus nigricans también ha sido afectado. Para mitigar este problema, se han intervenido químicamente los charcos donde este anfibio se reproduce, eliminando así al peligroso hongo. La recolonización natural de las áreas perdidas es poco probable debido a la fragmentación de su hábitat y a la ausencia de corredores de pastizales serranos que interconecten las poblaciones remanentes. Por estas razones, desde el año 2017 se han iniciado acciones para restaurar los hábitats dañados y producir poblaciones en cautiverio para ser liberadas en áreas protegidas.